# Arrerntéer

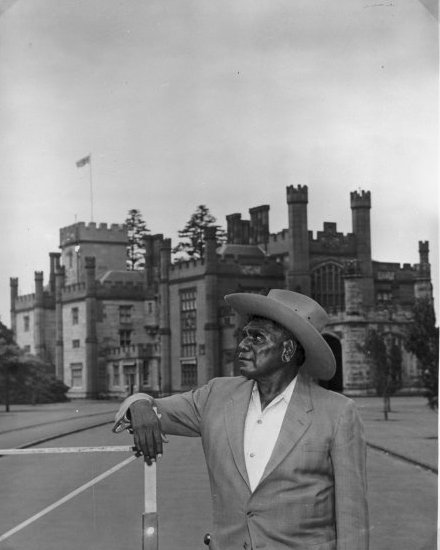
Konstnären Albert Namatjira var en västarrerntéisk man.

Arrerntéer är en aboriginsk stam som bor i centrala Australien i området omkring Alice Springs där de har bott i över 20 000 år. I dag bor vissa arrerntéer utanför sitt traditionella hemland, exempelvis i Sydney, Melbourne eller till och med utanför Australien. Många arrerntéer talar fortfarande arrernte.